# Ингапирка

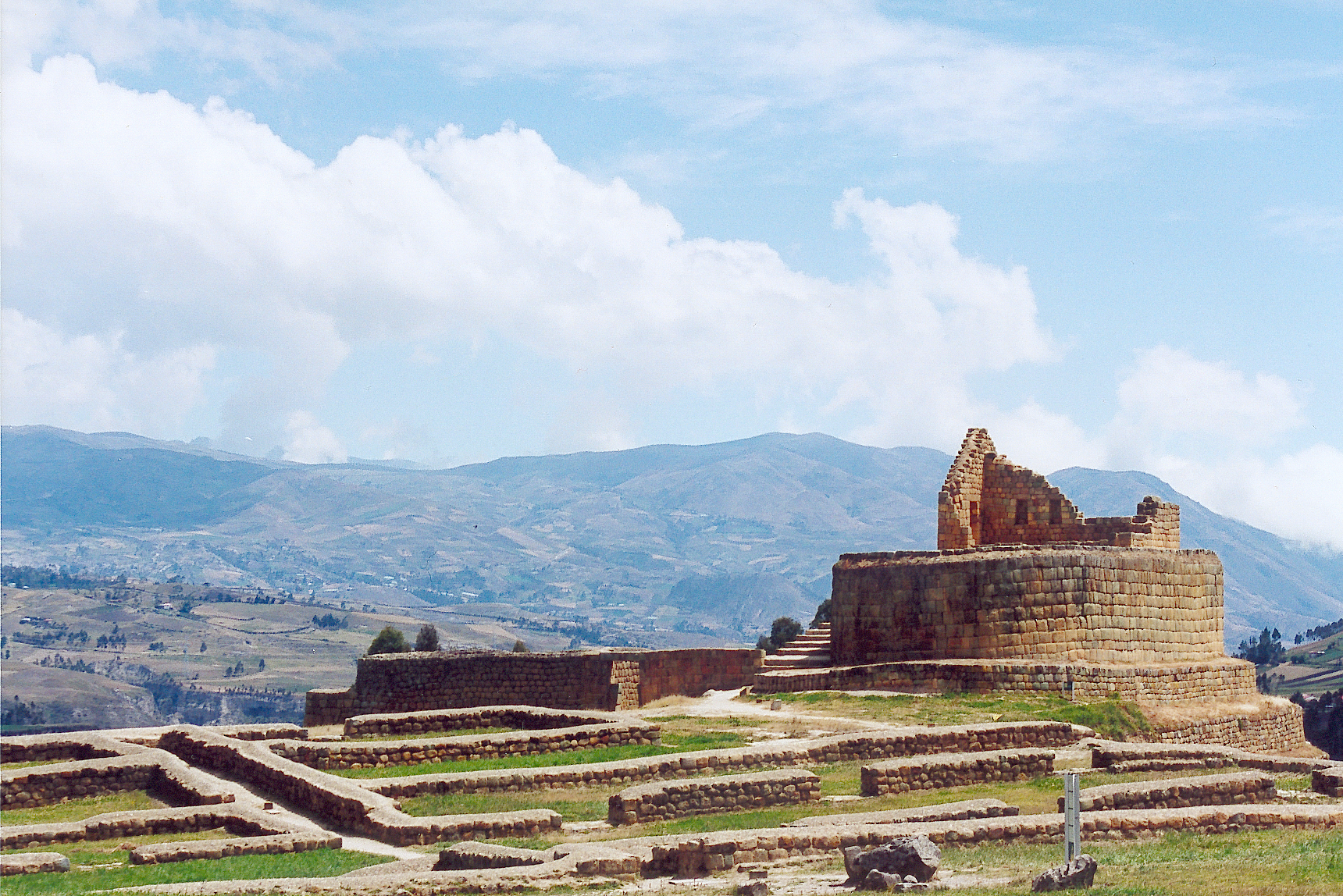
Руины крепости Ингапирка

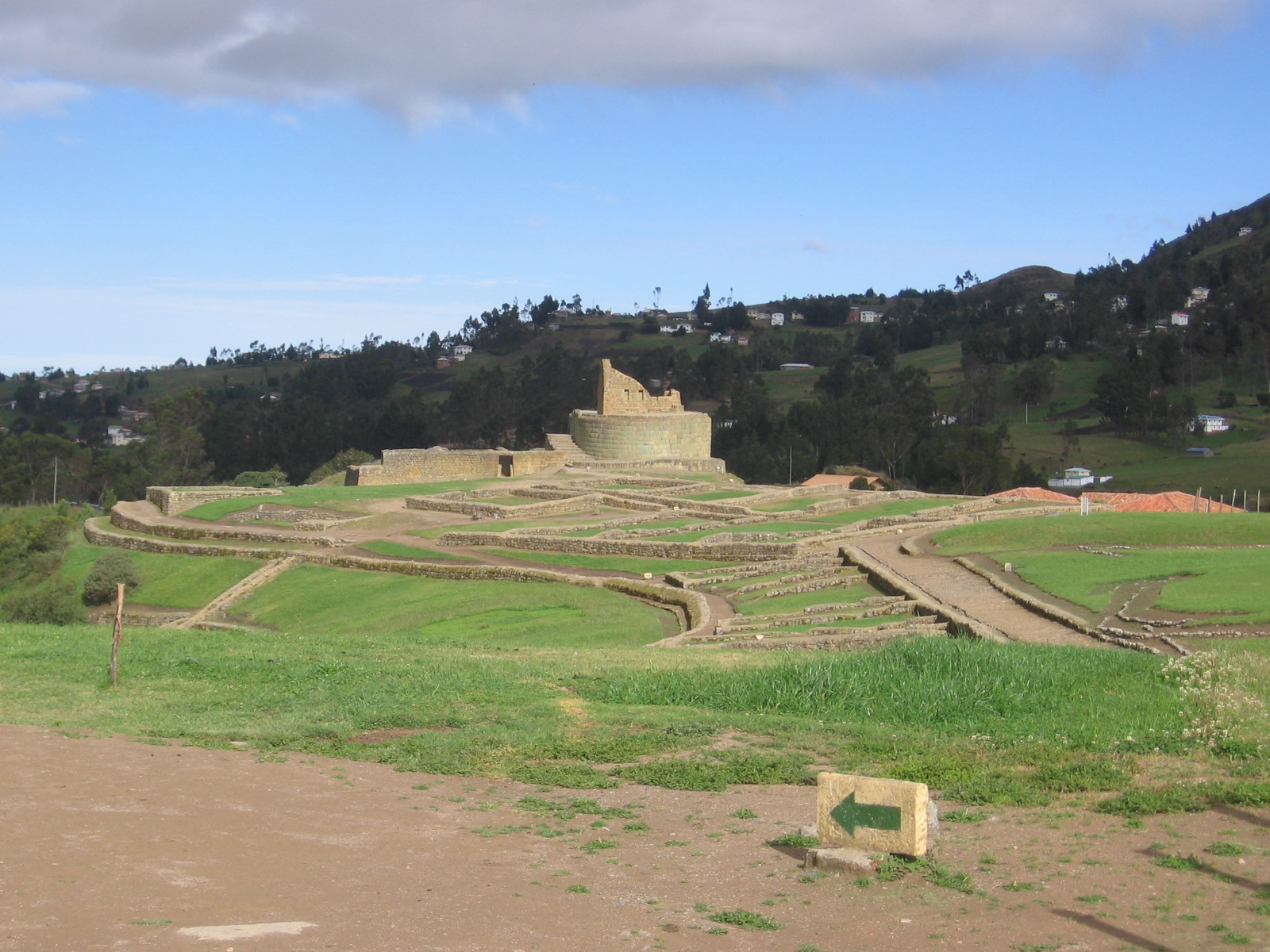
Те же руины, вид с другой стороны

Крепость Ингапирка — археологический комплекс в провинции Каньяр в Эквадоре. Расположена на высоте 3120 м над уровнем море вблизи города Куэнка.
Крепость была сооружена народом каньяри, однако позднее завоёвана инками. Название «Ингапирка» на кечуа означает «крепость инков».
В 2010 году на церемониальной площадке были откопаны три Священных камня предков. Современные историки оценивают находку как уникальное открытие.